# Saint-Rémy-sur-Avre
Saint-Rémy-sur-Avre település Franciaországban, Eure-et-Loir megyében. Lakosainak száma 4065 fő (2022. január 1.). Saint-Rémy-sur-Avre La Madeleine-de-Nonancourt és Vert-en-Drouais községekkel határos.

## Népesség
A település népessége az elmúlt években az alábbi módon változott:
| Lakosok száma | 1876 | 3034 | 3568 | 3640 | 3831 | 3958 | 4010 | 4041 | 4048 | 4065 |
|               | 1968 | 1982 | 1990 | 2006 | 2013 | 2015 | 2017 | 2019 | 2020 | 2022 |